# Hemipterochilus moricei
Hemipterochilus moricei är en stekelart som först beskrevs av Schulthess 1923.  Hemipterochilus moricei ingår i släktet Hemipterochilus och familjen Eumenidae. Inga underarter finns listade i Catalogue of Life.